# Digital Vision
デジタルビジョン（英: Digital Vision）は、スウェーデンのストックホルムに本社を置く、画像処理を得意とする企業。
2011年同じスウェーデン国内のimage systemsを買収し、社名をimage systemsへ変更。Digital Visionの名は同社のMedia部門のブランドとして継承されている。

## 概要
1988年にスウェーデンのストックホルムにて設立。ビデオノイズやテレシネ時におけるフィルムグレインの低減装置としてDVNRを開発。
独自の「適応型ノイズ低減システム」(motion-adaptive noise reducer) を搭載している。
創業者らはスウェーデンテレコムのR＆Dラボの元スタッフ。
1992年には、エミー賞

1996年に放送メーカー（IABM）の国際交流協会のピーターウェイン賞

2006年には、Digital Vision Optics（DVO）画像処理ソフトウェアが、ハリウッド・ポストアライアンスにおいて工学優秀賞を受賞した。
2011年 同じスウェーデン国内のimage systemsを買収し、社名をimage systemsへ変更。Digital Visionの名は同社のMedia部門のブランドとして継承されている。
DVNRは日本国内のテレシネ工程において定番の機器の1つである。

## ブランド
画像処理機器
- DVNR

カラーグレーディング・マスタリング
- Nucoda シリーズ

画像修復
- Phoenix シリーズ

画像処理ソフトウェア
- Digital Vision Optics